# طبقة عظمية

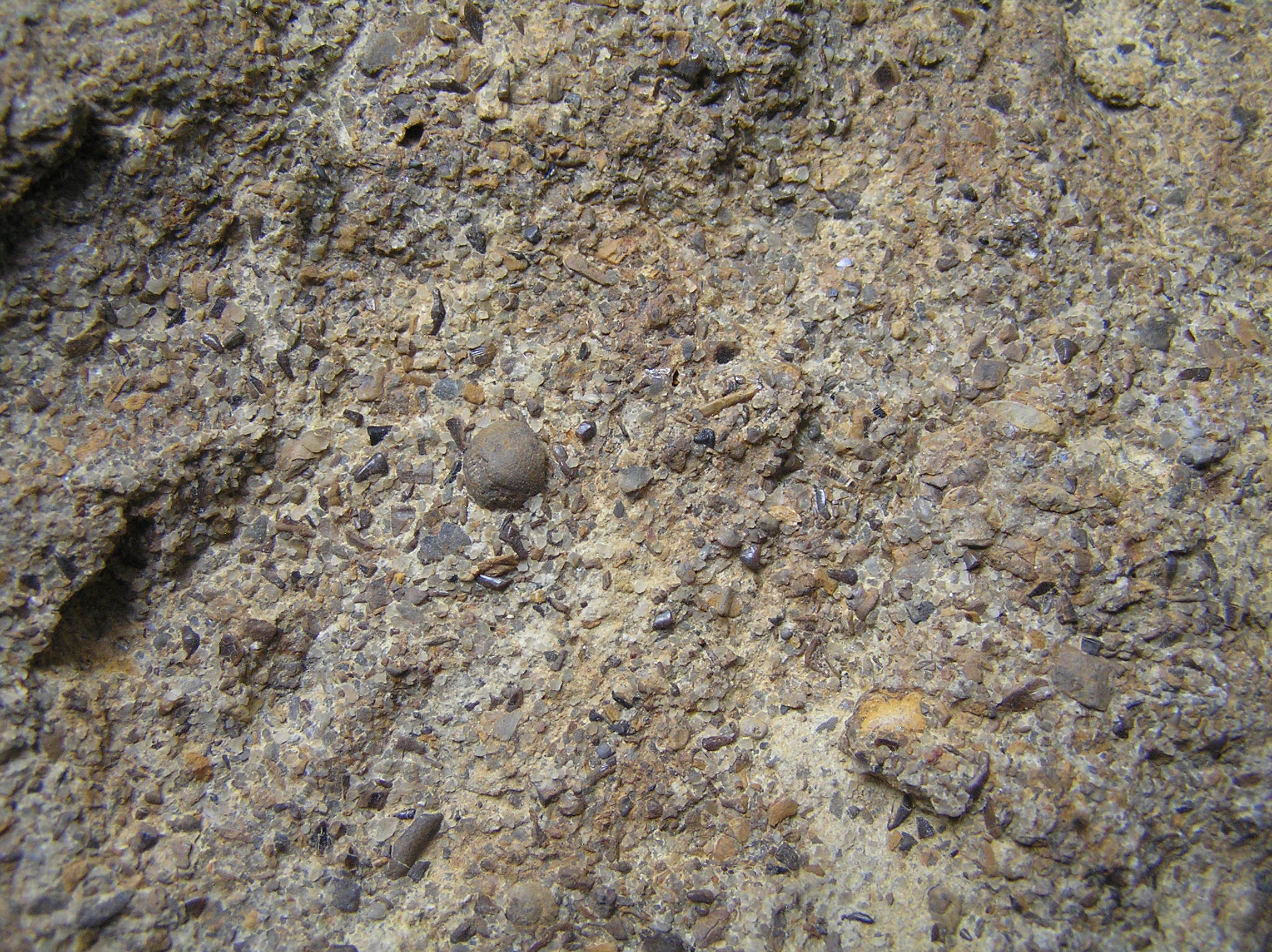

طبقة عظمية (بالإنجليزية: Bone bed)‏ هو ترسب أو طبقة أرضية جيولوجية تحوي على أي نوع من العظام. ولا شك في أن هذه الرواسب ذات طبيعة رسوبية. وهذا المصطلح ليس رسمياً، بل يميل استخدامه أكثر لوصف مجموعات كثيفة خاصة مثل لاجيرستات. كما يتم تطبيقه على الرواسب البريشية والصاعدية على أرضية الكهوف، والتي غالباً ما تحوي على بقايا عظمية.